# Dune (videojuego)
Dune es un videojuego basado en la novela homónima de Frank Herbert, desarrollado por Cryo Interactive y publicado por Virgin Entertainment entre los años 1992 y 1993. El juego mezcla estrategia en tiempo real y aventura gráfica; esto no sólo hizo que fuera uno de los primeros juegos de estrategia en tiempo real, sino también es considerado por la comunidad como el juego que más profundiza en el universo Dune de todos los videojuegos de la saga. En el juego, se toma el papel de Paul Atreides, en el momento en el que el Emperador Shaddam IV concede la licencia a la familia Atreides para la explotación de la especia o melange en el planeta Arrakis, más conocido como Dune.

## Desarrollo

### Información básica
Dune es, en su mayoría, un juego de estrategia militar y económica, aunque sigue una línea argumental que se va desbloqueando en forma de aventura gráfica. La historia cuenta cómo el Emperador Shaddam IV, habiendo concedido una previa licencia a la Casa Harkonnen para su establecimiento y posterior explotación del planeta Arrakis, concede una segunda licencia a la Casa Atreides, con el mismo fin. El planeta Arrakis es único, ya que en él crece la melange, una especia muy cotizada en el Universo Conocido, y es llamado Dune por su paisaje desértico, lleno de dunas.
El Emperador Shaddam IV requerirá, cada cierto tiempo, un envío de especia en concepto de pago por la licencia obtenida. El videojuego está basado en la novela, aunque no sigue estrictamente los acontecimientos de esta.
Hay otros habitantes en Arrakis; los Harkonnen, que ya llevan tiempo en el planeta, controlan toda la parte norte, y son enemigos acérrimos de los Atreides; y los Fremen, habitantes autóctonos del planeta. Algunos de los Fremen, según se descubre a posteriori, han sido esclavizados por los Harkonnen para la extracción de especia.
Con una cámara en primera persona, se toma el papel de Paul Atreides a la llegada al Palacio Atreides, un palacio abandonado no muy lejos del Palacio Harkonnen. Leto Atreides, padre de Paul, junto a su madre Jessica Atreides así como otros personajes, comentan a Paul lo que tiene que hacer.

### Áreas de Arrakis
Arrakis está dividida en varias zonas, cada una con un emplazamiento que se puede visitar. Cada zona, excepto los palacios, tiene un nombre compuesto; la primera parte del nombre es el área al que pertenece, éstas son Carthag (cerca del Palacio Atreides), Arrakeen (cerca del Palacio Harkonnen), Tuono, Habbanya, Oxtyn, Tsympo, Bledan, Ergsun, Haga, Cielago, Sihaya, Celimyn. La segunda parte del nombre es el específico de la zona: Tabr, Timin, Tuek, Harg, Clam, Tysmyn, Siet, Pyons (pueblos) y Pyort.
Paul puede viajar a varios tipos de lugares:
- Palacios
- Sietchs
- Fortalezas Harkonnen
- Pueblos de contrabandistas

### Recolección de especia
Paul debe visitar a los Fremen en sus sietchs (nombre de sus cuevas), y convencerles de que trabajen para él recogiendo especia. El proceso de recolección de especia es trabajoso y lento, lo hacen a mano; Paul puede darles cosechadoras para que el ritmo sea más rápido, pero la vibración que producen las propias cosechadoras atrae al otro elemento único de Arrakis: los gusanos de arena. Los gusanos son criaturas que, una vez pasada su fase de cría, llamada "El Pequeño Hacedor de Arena", en la que excretan una sustancia que compone la propia especia, se vuelven gigantescos, hasta de 400 metros de longitud. Estos gusanos destrozan las cosechadoras, con lo que la única manera de cosechar rápidamente es ser ayudado por un ornitóptero que eleve la cosechadora cuando divise el gusano.
Otra tarea a tener en cuenta en la recolección de especia es la prospección. Los sietchs situados cerca del Palacio Atreides ya han sido prospectados, pero los demás, no. Es tarea complicada, pero un jefe Fremen, que Paul encuentra en Carthag-Timin, sabe cómo hacerlo. Paul debe mandarle a los sietchs que vaya descubriendo antes de iniciar recolección de especia.

### Pago de especia
Al poco de empezar su estancia en Arrakis, Shaddam IV empieza a reclamar los pagos de especia. En cada pago, el proceso es similar. Paul debe hablar con Duncan Idaho, y este le propone aceptar lo que reclama el Emperador, regatear (pagar más o menos) o rehusar. Una vez acordado cuánto se va a pagar, Duncan acompaña a Paul hasta la sala de comunicaciones del Palacio, descubierta gracias a Jessica, y manda el cargamento al Emperador. La respuesta llega inmediatamente. Si Paul acepta pagar lo demandado, el Emperador volverá a requerir especia en varios días. Dichos días varían si Paul acuerda pagar más o menos especia. Si Paul no paga toda la especia dos veces, o rehúsa pagar (tras un segundo mensaje del Emperador reclamándole), los Sardaukars, la guardia imperial, marcharán sobre Arrakis, asesinando a todos los Atreides, y finalizando el juego.
En el caso de haber comprado equipo a un contrabandista, esta factura la comentará Duncan al hablar con él, en cuyo caso Paul podrá aceptar o denegar el pago, no debiendo hacer nada más.

### Actos militares
A partir de su encuentro con Stilgar, Paul es capaz de ordenar a los Fremen que se entrenen militarmente para defenderse y atacar a las tropas Harkonnen. Si Gurney Halleck está en el mismo sietch que los Fremen cuando estos entrenan, su nivel de habilidad en combate subirá más rápido. Al igual que en la recolección de especia, el equipamiento armamentístico (krys, pistolas láser, resonadores fantásticos y bombas atómicas) también influye en las batallas. Dicho armamento puede encontrarse en sietchs, fortalezas Harkonnen o ser comprado a los contrabandistas en los pueblos.
Una vez que los Fremen están entrenando en un sietch, se les puede ordenar espiar. Espiar otorga información sobre la posición de una fortaleza, el número de tropas Harkonnen que se encuentran allí, su moral y las probabilidades de éxito en un enfrentamiento. Sin embargo, si pasan demasiado tiempo espiando, pueden ser capturados por los Harkonnen.
Otra de las acciones es, evidentemente, atacar. El desenlace de la batalla dependerá de varios factores: el número de tropas, el equipamiento y la moral. Para aumentar la moral de las tropas, Paul puede personarse e incluso dirigir la batalla (se dan dos opciones), pero corre el peligro de morir si la batalla se pierde. Una vez ganada una batalla, se puede interrogar a los prisioneros si los hubiera o liberar a los rehenes si los hubiera. Una fortaleza Harkonnen capturada se transforma en un par de días en un sietch, y viceversa.

### Aguayecología
Una vez que Jessica descubre una estancia con mucha vegetación en el Palacio, Chani le habla a Paul de su padre, el planetólogo Liet Kynes. Paul va a verlo, y Liet le habla del secreto mejor guardado de Arrakis: el agua. Una leyenda Fremen dice que Dune será un planeta verde, y Liet ha conseguido indicios de que existen bulbos que sobrevivien en el desierto. También se han inventado los cazavientos, una estructura diseñada para atrapar la humedad del aire y llevarla hasta un depósito subterráneo. Liet le pide a Paul algunas tropas Fremen para que trabajen en los bulbos.
A partir de que Liet termina la investigación, Paul puede equipar a los Fremen con los bulbos. Una vez equipados, dicha tropa comenzará a plantar siempre y cuando exista un cazavientos en el sietch (en caso contrario, habrá que construirlo primero). Donde hay vegetación no se puede recoger especia, y este hecho, unido a que la vegetación crece hacia el norte, hace que si suficiente vegetación llega las fortalezas Harkonnen, éstas sean abandonadas y no habrá resistencia (aun así se debe mandar por lo menos una tropa militar para conquistar la fortaleza).

### Balance estratégico
El punto clave del juego es saber equilibrar la ocupación y equipamiento de las tropas para no descuidar los cargamentos de especia requeridos por el Emperador, a la vez que tampoco se descuida el entrenamiento militar para poder defender y conquistar fortalezas Harkonnen. La ecología es un elemento opcional, no necesario para terminar el juego, pero concede la ventaja de la desocupación de fortalezas y la protección de sietchs (sietchs con vegetación no son atacados por tropas Harkonnen).

### Contrabando
Una vez Paul descubra pueblos, que tienen el sufijo -Pyons en el nombre, puede comprar equipo al contrabandista de la zona. El pago se realizará en especia y en el Palacio, y se puede regatear con el contrabandista. Sin embargo, si se regatea mucho el contrabandista puede no querer ofrecernos nunca nada más, al igual que si no le pagamos.

### Los poderes y El Agua de la Vida
Gracias a ser hijo de una Bene Gesserit y a la melange, Paul empieza a adquirir poderes en Dune. Dichos poderes son dos: telepatía y poder montar en gusano. Los poderes están basados en el carisma, que puede verse reflejado en los ojos de Paul cuando este se mira al espejo, cuya esclera va tornándose más y más azul, por efecto de la especia. Cuando el carisma de Paul llegue a 50, puede beber el Agua de la Vida, agua que se encuentra en los depósitos de agua de algunos sietch Fremen (si lo hace antes de que su carisma llegue a 50, muere). Al hacerlo, podrá contactar a los Fremen de todo el planeta, aparte de aumentar su carisma en 20 puntos.
Montar en gusano sirve a Paul para viajar sin ornitóptero, pasar a través de zonas Harkonnen sin ser abatido, y para llegar a las batallas con un aumento en la moral de las tropas que estén luchando allí.

## Historia
Paul encuentra a Gurney Halleck en un sietch cercano al Palacio Atreides. Juntos, visitan los sietchs divisados, pidiendo a los Fremen que trabajen para Paul. En uno de los sietchs, Paul encuentra a un jefe Fremen que no quiere trabajar para él, porque no cree que pueda apreciar su labor. El duque Leto Atreides llama la atención a Paul sobre los trajes que visten los Fremen. Estos los llaman destiltrajes, y consiguen que el agua del sudor vuelva al cuerpo para minimizar la pérdida de agua. Paul consigue destiltrajes para el Palacio y sigue visitando sietchs, pero se da cuenta de que no puede extraer más especia mientras no prospecten la zona en busca de especia, tarea que sólo pueden hacer los prospectores. Vuelve a hablar con el jefe que no quiso trabajar para él y resulta ser el jefe de los prospectores, que acepta trabajar para él, ya que ha llegado el momento en el que se valora su trabajo. En un sietch, Paul encuentra a Harah, a quien pide que le acompañe, y que le revela nuevos sietchs, hasta que le habla del líder naib Fremen, Stilgar.
Una vez Paul se encuentra con Stilgar, este le anuncia que Paul es el mesías tanto tiempo esperado por los Fremen, el Muad'dib. Gurney Halleck se muestra entusiasmado con la idea propuesta por Stilgar de entrenar a los Fremen para combatir a los Harkonnen, y se ofrece como instructor. Poco tiempo después, Stilgar lleva a Paul a ver a Chani, su sobrina-nieta. Paul y Chani se enamoran, y en una visita al Palacio, todos descubren una estancia con vegetación; Chani lleva a Paul a ver a Liet Kynes, su padre, que pretende poner en marcha el milagro de la ecología en Arrakis, mediante bulbos que resistan las condiciones desérticas y agua rescatada del aire.
Mientras tanto, una extraña enfermedad afecta a algunas tropas Fremen, y Chani se ofrece para curarles. Al cabo de un tiempo, los Fremen están curados, pero Chani ha desaparecido. Feyd Rautha, sobrino del barón Vladimir Harkonnen, se jacta del secuestro de la joven en un mensaje en Palacio.
Paul va conquistando fortalezas Harkonnen en busca de Chani, hasta que da con ella. Sin descuidar los envíos de especia del Emperador, conquista todas las fortalezas, y se prepara para el asalto final.
Cuando vencen al enemigo, descubren que el Emperador Shaddam IV está en el propio Palacio Harkonnen, y que su licencia para extraer especia era una artimañana urdida por este para matarlos de una u otra manera.

## Banda sonora
Virgin también lanzó un CD con la música compuesta por Stéphane Picq y Philip Ulrich. Originalmente sólo se incluía en una edición limitada del juego, aunque después ha sido uno de los CD de música de videojuegos más vendidos; es un CD muy raro de encontrar, no reeditado, ya que Picq no posee los derechos.

## Videojuegos relacionados
En el año 1992, Westwood Studios produjo otro juego del universo Dune, Dune II: Battle for Arrakis (Dune II: The Building of a Dynasty originalmente). Sin embargo, carecía completamente de elementos de aventura, aunque dio a conocer el género de estrategia en tiempo real a todos los públicos, si bien no fue el primero. Westwood produjo, a posteriori, dos secuelas, Dune 2000 en 1998 y Emperor: Battle for Dune en 2001. Cryo volvió en 2001 al universo Dune con Frank Herbert's Dune, un título que obtuvo tan poca aceptación que llevó a la quiebra a la compañía, que había saltado a la fama con el Dune del año 1992.